# Torymoides binduae
Torymoides binduae is een vliesvleugelig insect uit de familie Torymidae. De wetenschappelijke naam is voor het eerst geldig gepubliceerd in 2010 door Narendran & Girish Kumar.